# Ирина Комнина Кантакузина Палеологина Асенина
Ирина Комнина Кантакузина Палеологина Асенина, по рождение Синадина (на средногръцки: Ειρήνη Κομνηνή Καντακουζηνή Παλαιολογίνα Ασανίνα (Άσαννα)) , е византийска аристократка от XIV век, съпруга на Михаил Асен – управител на остров Лесбос през 40-те години на XIV век.
Ирина е дъщеря на великия коноставъл Йоан Комнин Дука Палеолог Синадин от първата му съпруга Томаиса Комнина Дукина Ласкарина Кантакузина. Към 1330 г. Ирина вече е била омъжена за Михаил Асен, зедно с когото е изобразена в типика на манастира „Света Богородица Сигурна надежда“, основан от баба ѝ Теодора Синадина, която е била племенница на прадядото на Михаил Асен – император Михаил VIII Палеолог. Не е известно каква е била съдбата на Ирина, когато в края на 1342 г. съпругът ѝ Михаил и свекърът ѝ Константин са арестувани по заповед на Алексий Апокавк. Няколко години по-късно обаче Михаил Асен вече е бил управител на Лесбос. След смърътта му Ирина поръчала на Никифор Григора епитафия в негова памет, съхранена в един ръкопис – Cod. Vat. gr. 1898, f. 217v. Повече подробности за живота ѝ липсват.